# Casa de Erasmo
Casa de Erasmo ( en francés: Maison d'Érasme, en neerlandés: Erasmushuis ), también conocida como la Casa Museo Erasmo ( en francés: Musée de la Maison d'Érasme, en neerlandés: Erasmushuismuseum ), es un museo en Anderlecht, un municipio de Bruselas ( Bélgica ), dedicado al escritor humanista holandés Erasmo de Róterdam .
La casa, de estilo gótico tardío o renacentista temprano, se construyó entre 1460 y 1515 bajo la tutela de Peter Wijchmans, canónigo y maestro del capítulo de Anderlecht, y amigo de Erasmo. Erasmo permaneció en la casa durante cinco meses, de mayo a octubre de 1521, trabajando en la traducción de su Novum Testamentum del griego al latín.
La casa se convirtió en museo en 1931. Su jardín está dividido en dos partes que tratan de adherirse al espíritu de Erasmo; una a través del arte y la filosofía y la otra, diseñada por el arquitecto paisajista René Pechère, a través de plantas medicinales típicas del siglo XVI. El complejo fue designado monumento histórico en 1938
La estación de metro Saint-Guidon/Sint-Guido de la línea 5 del metro de Bruselas da servicio a este lugar.

## Historia

### Construcción (c.1460–1515)
El edificio de ladrillo rojo conocido hoy como Casa Erasmo se construyó en etapas entre 1460 y 1515 en estilo gótico tardío o renacentista temprano. Esta propiedad fue una vez la finca de la familia de banqueros y cambistas de Bruselas Suweel. En ese momento, Anderlecht todavía era un pueblo en las afueras de Bruselas que contaba apenas con 300 habitantes.
Cerrada por un muro de ladrillo, la casa consta de varias alas. La parte más antigua, alta, estrecha y con un tejado ligeramente inclinado, fue construida hacia 1460 por Peeter Wijchmans, cambista oficial de la ciudad de Bruselas. El ala larga de la derecha se construyó en 1515, como indican los anclajes de la pared de la fachada, para Peter Wijchmans canónigo y maestro del capítulo de Anderlecht, adscrito a la Colegiata de San Pedro y San Guido desde 1507, y que probablemente había heredado la propiedad. Se desconoce la fecha de construcción de la parte más baja del edificio; sin embargo, se sabe que fue utilizada como establo a finales del siglo XVI. Actualmente alberga la recepción del museo. El conjunto está precedido por un patio interior.
Hombre de cultura, el canónigo Wijchmans acogía con gusto a eruditos e intelectuales en su residencia de Anderlecht, entre ellos el famoso escritor humanista holandés Erasmo de Róterdam, con quien entabló una amistad. Es posible que Erasmo, gran viajero, se alojara varias veces con su amigo Wijchmans, pero de su estancia de cinco meses, de mayo a octubre de 1521, es de lo que quedan rastros.

### Visita de Erasmo (1521)

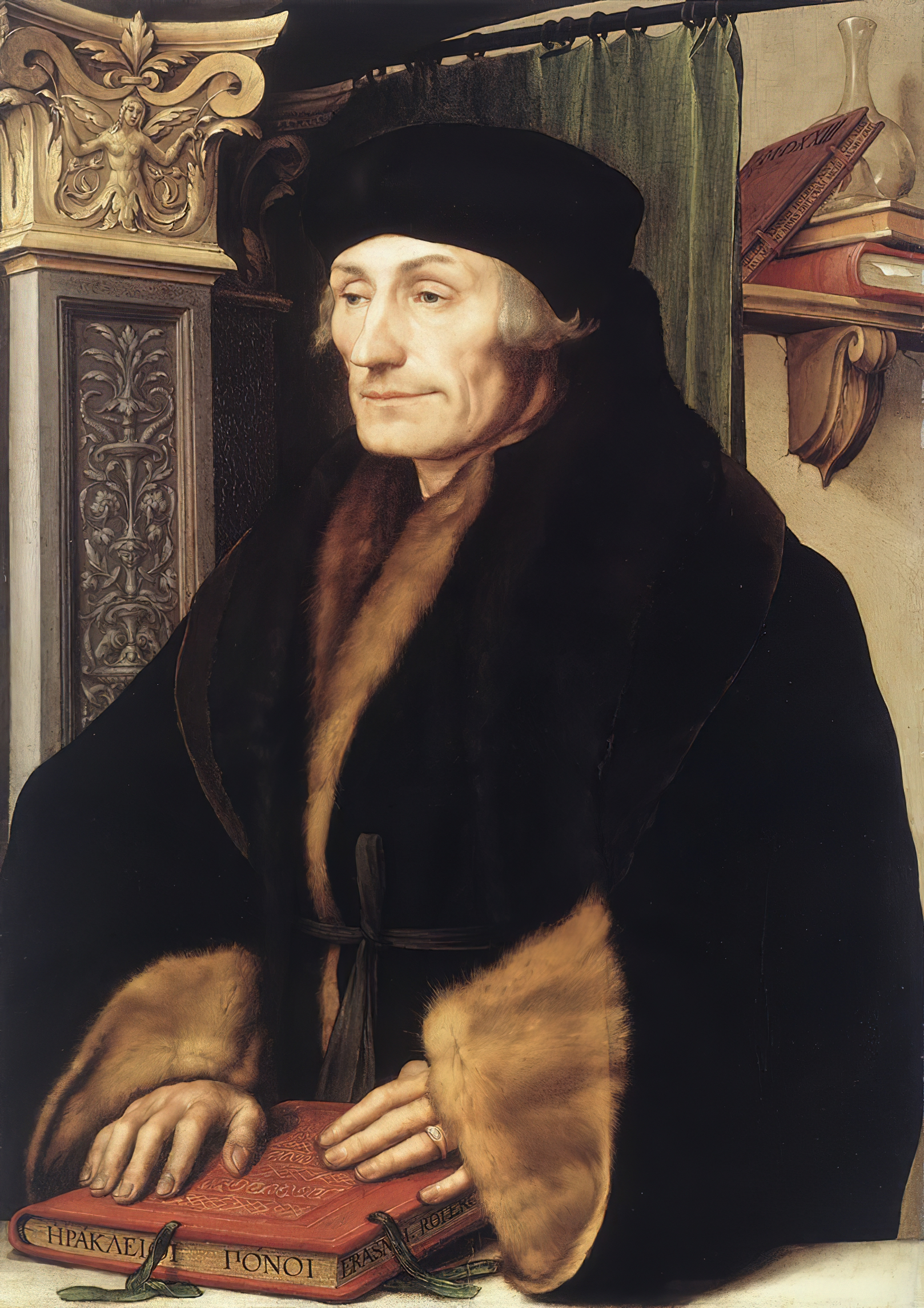
Retrato de Erasmo de Rotterdam, Hans Holbein el Joven, 1523

Partiendo de la cercana ciudad flamenca de Lovaina, donde daba clases en la Universidad, Erasmo llegó a Anderlecht en mayo de 1521. Este traslado se hizo en primer lugar por razones de salud, ya que sufría de fiebres persistentes y, como él mismo escribió, creía que la vida en el campo le haría bien. En septiembre de 1521, envió estas palabras al erudito y humanista francés Guillaume Budé:
Te escribo estas líneas desde nuestra campiña de Anderlecht, donde, impulsado por tu ejemplo, yo también comencé a vivir en el campo. (...) De todos modos, esta vida rústica me hace tanto bien que ahora estoy dispuesto a repetirla cada año. También había razones políticas y religiosas detrás de su decisión; Martín Lutero acababa de ser excomulgado (1520) y los simpatizantes del reformador eran perseguidos. Además, la actitud de Erasmo hacia la Iglesia católica suscitó en su momento fuertes críticas por parte de los teólogos tradicionales. Sus libros e ideas contribuyeron al florecimiento de la Reforma Protestante al abogar por una fe personal y la práctica activa de los valores evangélicos, aunque él mismo nunca se hizo protestante y murió dentro de la fe católica. Así, Erasmo consideró prudente alejarse de la Universidad de Lovaina, lugar de apasionados debates teológicos, para protegerse, acercándose a la corte del joven emperador Carlos V, establecida en el palacio de Coudenberg, en el corazón de Bruselas, del que había sido nombrado consejero unos años antes.
Durante su estadía en Anderlecht, Erasmo trabajó en una copia de su Novum Testamentum con el fin de editar una nueva traducción del griego al latín . Sin embargo, por las mismas razones de seguridad personal, Erasmo dejó Anderlecht hacia Basilea en octubre de 1521, después de solo cinco meses.

### Historia posterior
A raíz de la Revolución Francesa, la Casa Erasmo se convirtió en residencia civil antes de ser comprada, en 1931, por el ayuntamiento, que la convirtió en un museo dedicado a la gran figura del Renacimiento. Tras una campaña de restauración liderada por el arquitecto Charles Van Elst en un espíritu del más puro historicismo, el 24 de septiembre de 1932 se inauguró la Casa Museo Erasmo La casa fue clasificada como monumento histórico el 25 de octubre de 1938, y el jardín fue inscrito en la lista de salvaguardia como un sitio en 1998.

## Museo
El museo está dedicado a la vida y la obra de Erasmo y evoca el mundo intelectual del Renacimiento a través de una colección de obras de arte presentadas en un interior reconstituido con mobiliario gótico y renacentista. El núcleo de la colección está formado por numerosos libros del siglo XVI, que recorren el pensamiento de este humanista que marcó profundamente la civilización europea. Además de una importante colección de escritos de Erasmo, el museo también alberga pinturas de Hans Holbein el Joven, Hieronymus Bosch, Alberto Durero, Cornelis Massijs y Joos van Cleve, así como murales del siglo XVII. Además, hay varias esculturas, mobiliario histórico, así como un centro de estudios. También se llevan a cabo regularmente exposiciones especiales y eventos culturales.
El museo está abierto todos los días excepto los lunes de 10 a. m. a 6 p. m. El primer domingo de cada mes, la entrada al museo es gratuita.

### Sala de retórica

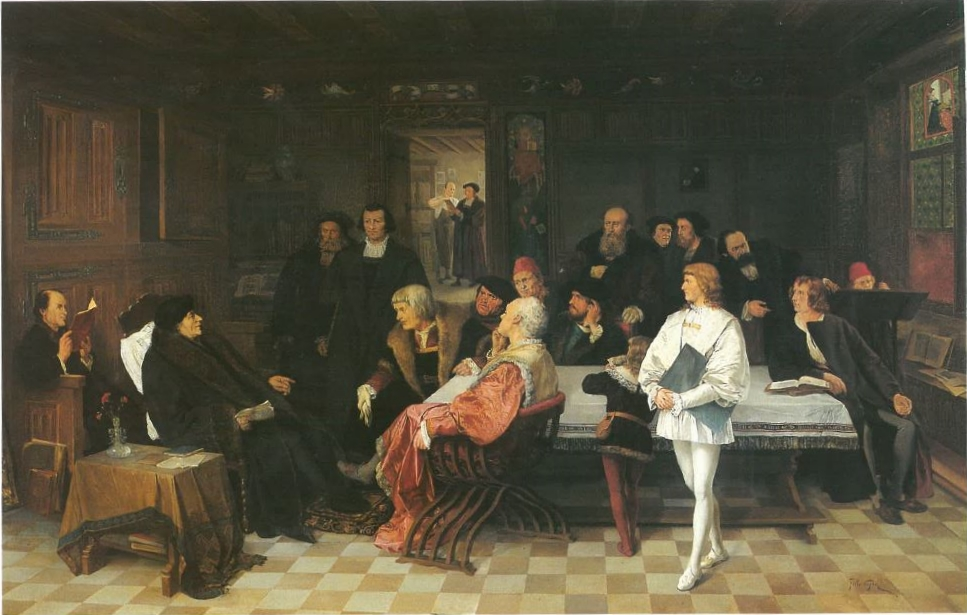
Última estancia de Erasmo en Basilea en 1535, Félix Cogen, 1907

Situada en la planta baja, la sala retórica es el lugar donde, según la tradición, Erasmo recibía a los visitantes. Está adornada con muebles de época, así como con el gran cuadro Última estancia de Erasmo en Basilea en 1535 (1907), de Félix Cogen, en el que se ve a un Erasmo anciano escuchando a otros humanistas y científicos reunidos en el despacho del impresor Johann Froben. Sobre la chimenea cuelga un cuadro de Adriano VI, canónigo del cabildo de Anderlecht, tutor del futuro Carlos V y único papa de los Países Bajos.

### Gabinete de trabajo
Una habitación con vistas al jardín que era el estudio de Erasmo. Un asiento y un escritorio recrean la atmósfera de la época. La mesa de trabajo no es la de Erasmo, ya que éste escribía de pie sobre un atril o dictaba muchos de sus textos a famulis (es decir, secretarias). Allí se han recopilado una serie de retratos del humanista, que incluyen pinturas famosas de Quentin Matsys, Hans Holbein y Alberto Durero. La correspondencia de Erasmo muestra que estuvo en contacto con las grandes personalidades de su tiempo: Tomás Moro, Francisco I, Carlos V y Martín Lutero, por nombrar algunos.

### Sala renacentista
La sala renacentista, revestida de cuero cordobés con estampados en pan de oro, está adornada con pinturas de la escuela flamenca de los siglos XV y XVI, como las de Hieronymus Bosch, Quentin Matsys e incluso Pieter Huys. En medio del techo cuelga un impresionante candelabro de hierro forjado. El espacio entre las ventanas de la habitación se ha ido reduciendo gradualmente para dar un efecto de perspectiva (claramente visible desde el exterior) a la habitación.

### habitación blanca
La gran sala del piso superior, llamada "sala blanca" o "sala de los frescos", ahora pintada de color púrpura, pudo haber sido el comedor. Allí se exponían en vitrinas las ediciones originales de los libros de Erasmo, ordenadas según los impresores a los que se les había confiado. Ahora han sido sustituidas por copias. En la primera vitrina se exponen numerosas ediciones y traducciones del Elogio de la locura, en la segunda ediciones de los Coloquios. Otra vitrina contiene libros redactados por la censura eclesiástica. Utilizando las tres lenguas clásicas en algunos de sus escritos (latín, griego y hebreo) Erasmo trabajó con los mejores impresores de la época, entre ellos Johann Froben de Basilea, y revisó personalmente las pruebas de imprenta. También colgaba en el centro de la sala una imponente araña de cobre flamenca con una doble fila de luces. También se han conservado trozos de frescos, que probablemente revestían la parte superior de la sala.

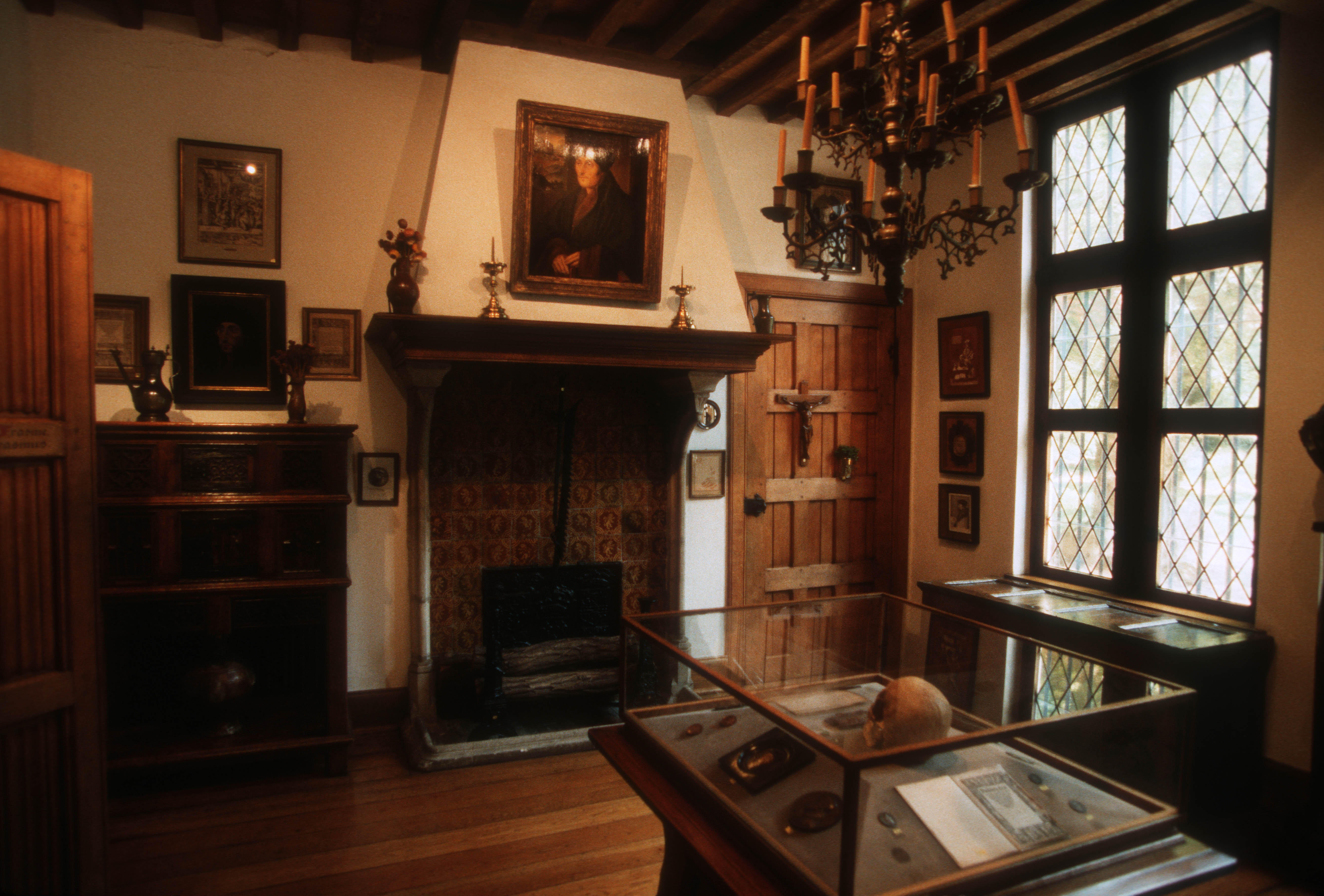
Gabinete de trabajo de Erasmus antes de la remodelación
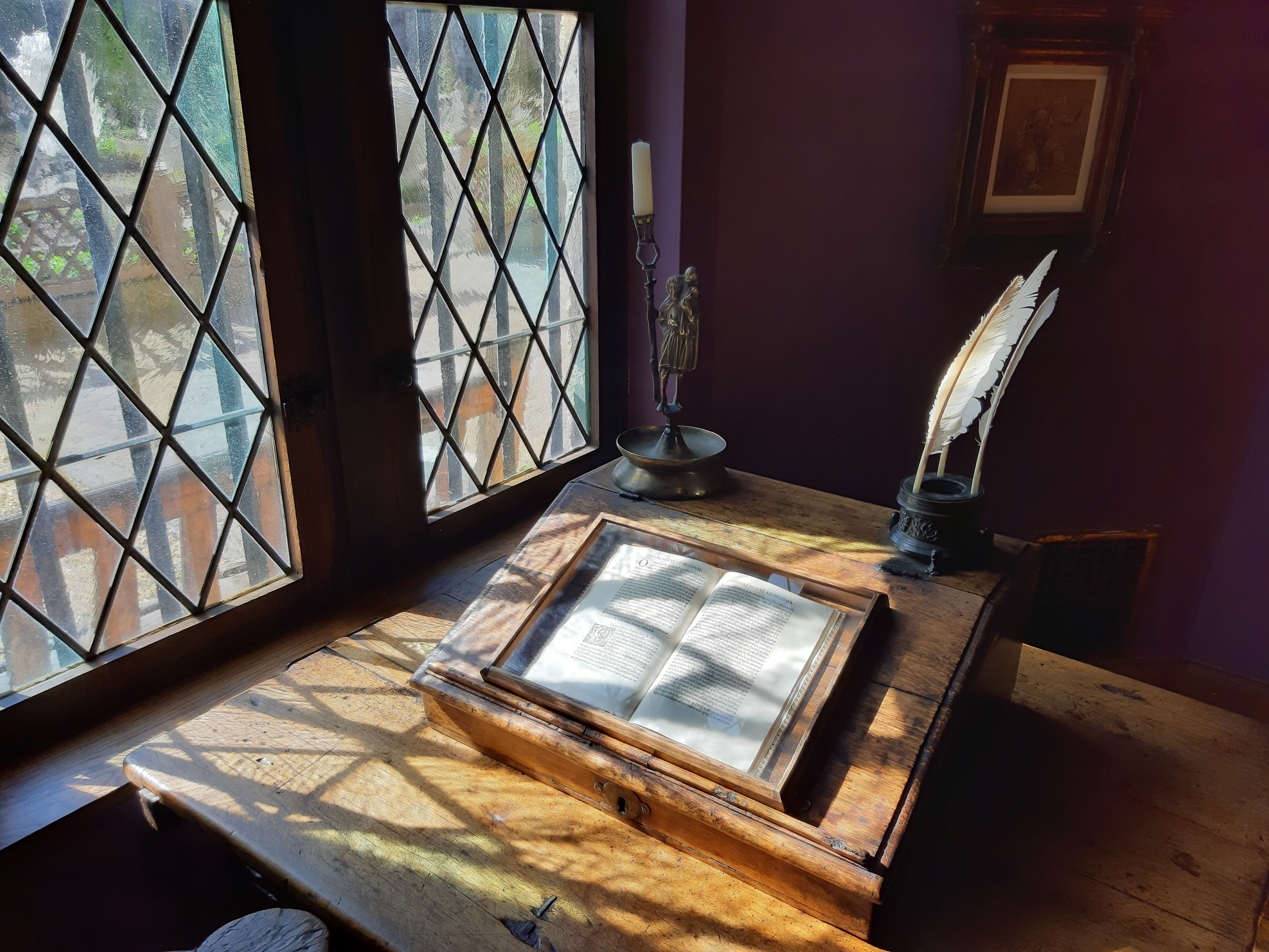
Escritorio
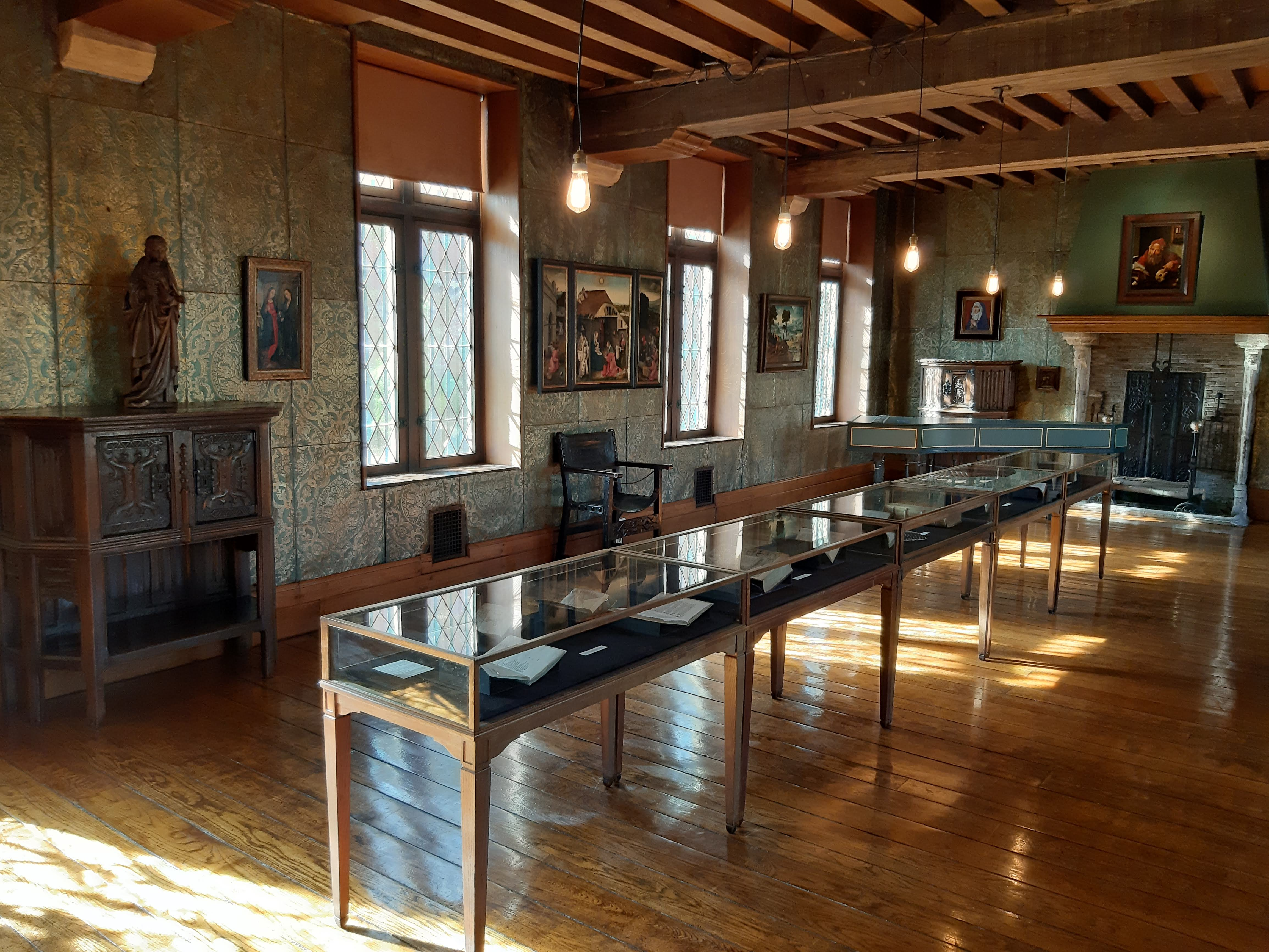
Sala renacentista

## Jardines
Los jardines de la Casa de Erasmo datan de diferentes épocas. Los huertos de principios del siglo XX fueron convertidos en un jardín por el arquitecto Charles Van Elst y albergaron las Bienales belgas de escultura al aire libre (1946-1966).

### Jardín medicinal
En 1987, el paisajista René Pechère creó un jardín de plantas medicinales. En este jardín, inspirado en el jardín amurallado medieval y que encierra el verdadero espíritu botánico del humanista, se cultivan un centenar de plantas conocidas por los médicos del siglo XVI.

### Jardín filosófico
En el año 2000, el arquitecto paisajista Benoit Fondu creó un jardín filosófico. Este jardín está situado más allá del jardín medicinal y se inspira en la conferencia El banquete religioso, escrita por Erasmo tras su estancia en Anderlecht (1521). Se han instalado una serie de parterres cartográficos en los que los visitantes pueden admirar las plantas y flores que Erasmo contempló durante sus numerosos viajes. Este jardín también alberga obras creadas por artistas contemporáneos como Catherine Beaugrand, Marie-Jo Lafontaine, así como Perejaume y Bob Verschueren. El mobiliario y la señalización del jardín son obra de Pierre Portier.

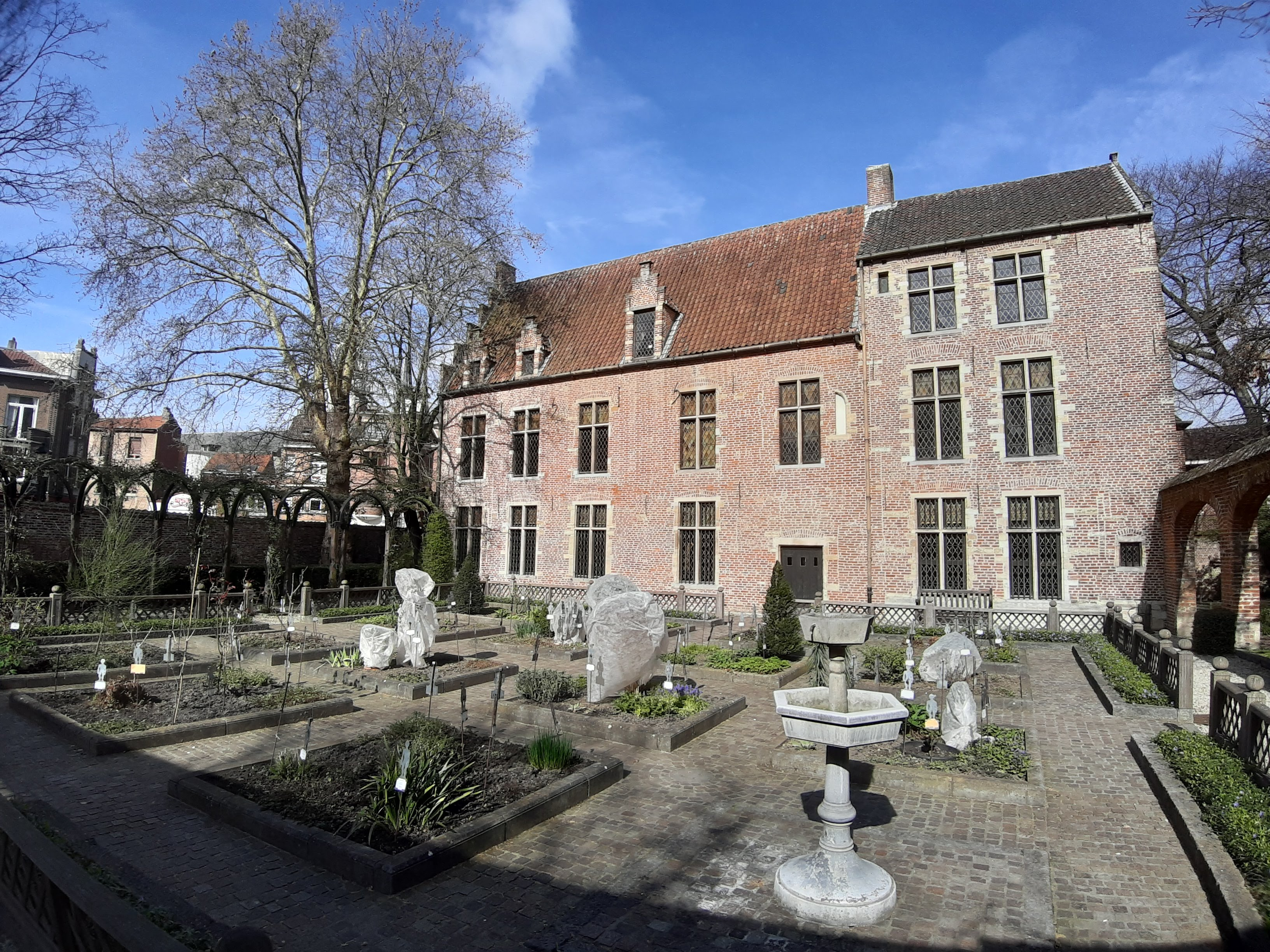
Jardín medicinal de René Pechère
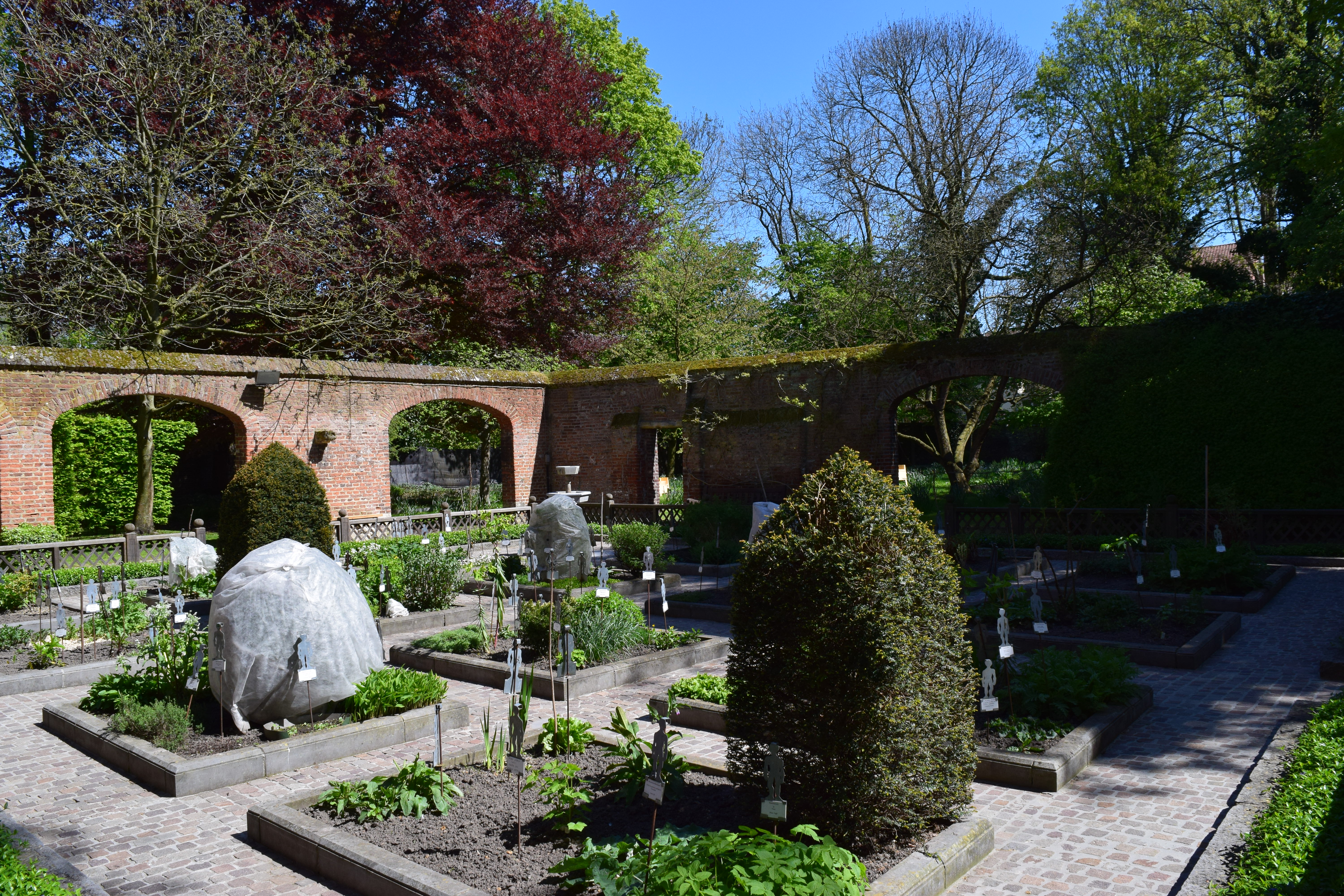
Jardín medicinal
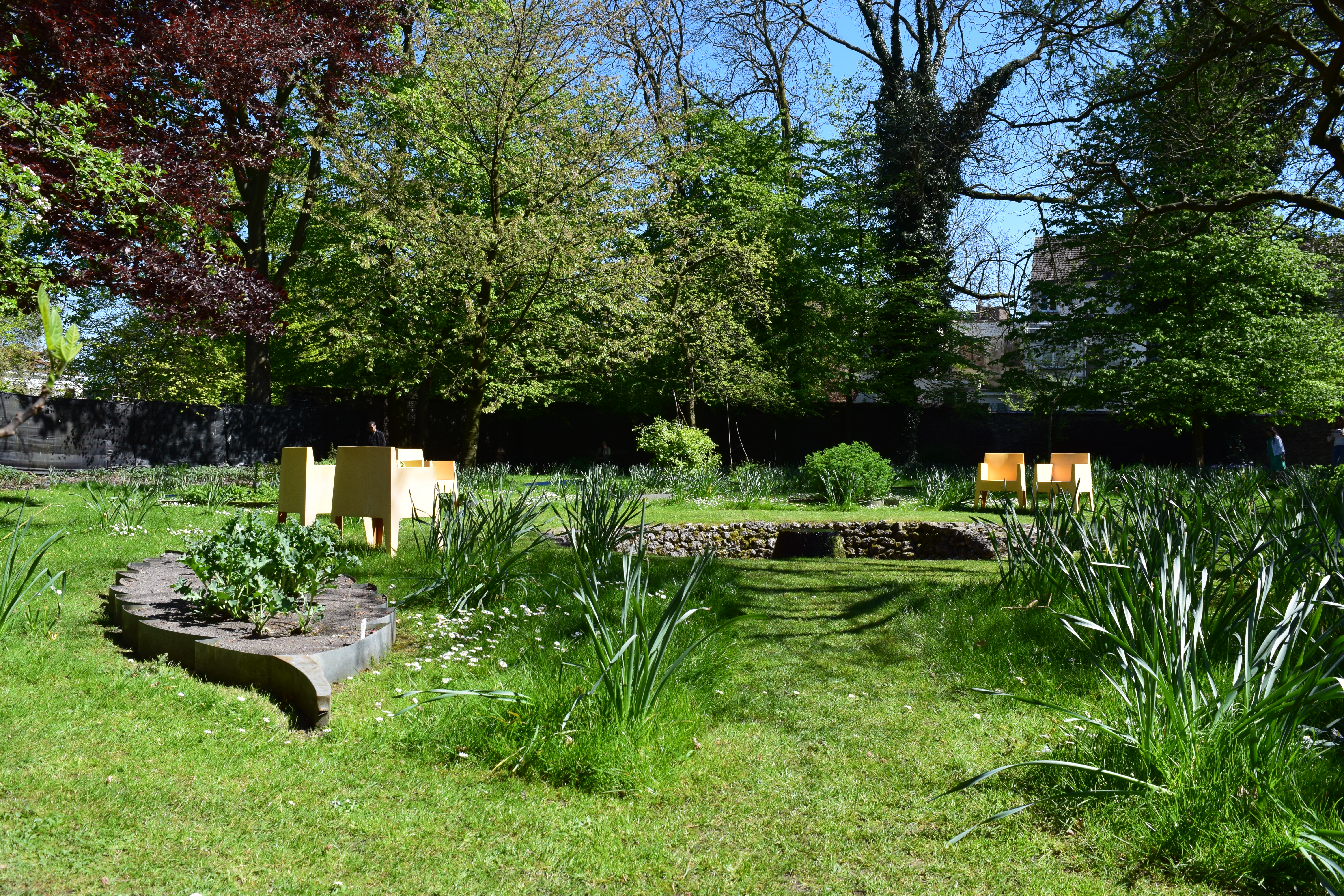
Jardín filosófico de Benoît Fondu
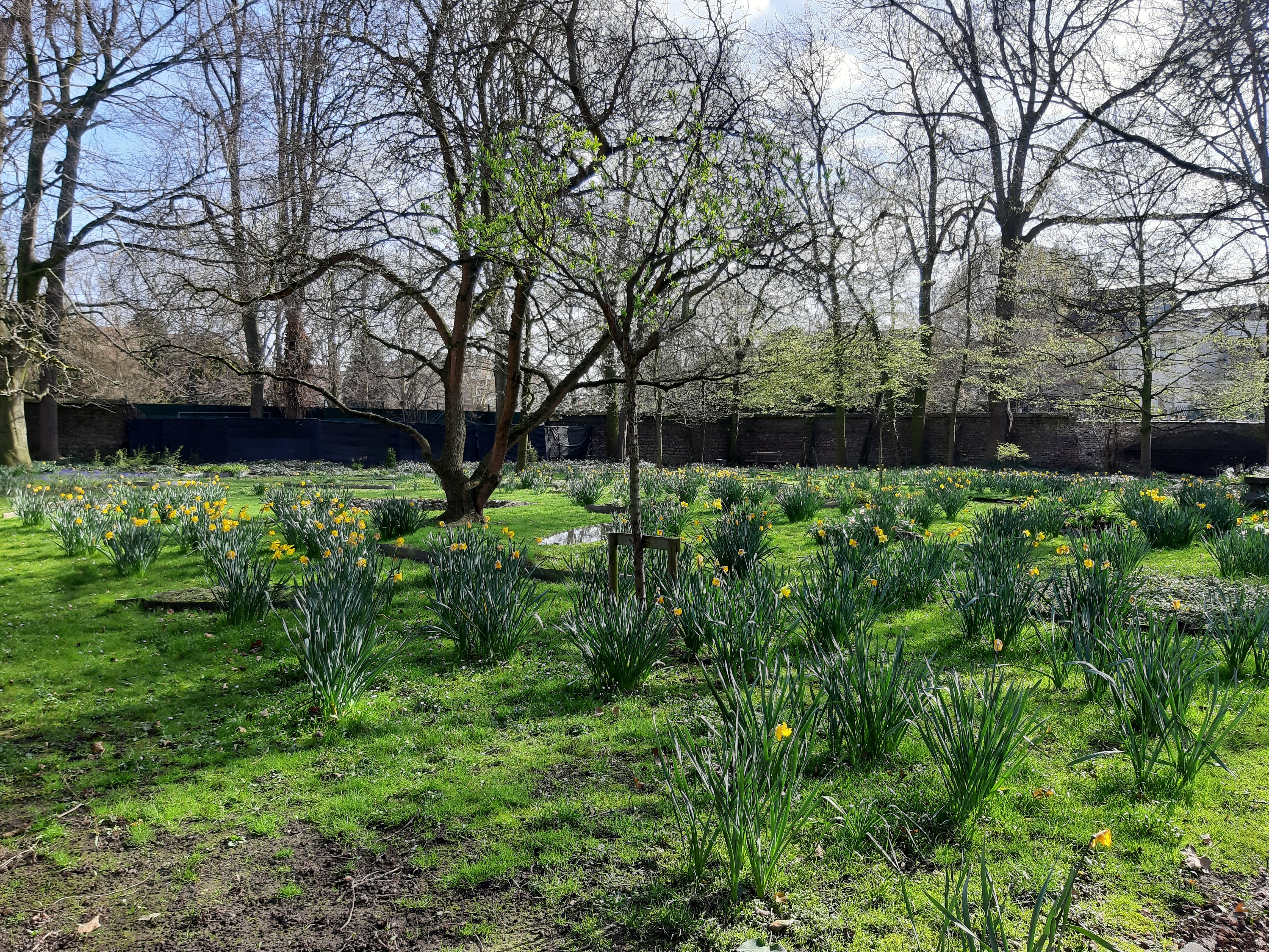
Jardín filosófico